# Anna Graceman
Anna Graceman (Juneau, 1 de agosto de 1999) é uma cantora, música, pianista e compositora norte-americana. Graceman chegou à fama em 2009, quando ela se apresentou no The Ellen DeGeneres Show e mais notavelmente, em 2011, sendo uma das finalistas dos dez melhores do America's Got Talent na sexta temporada. Desde que foi uma concorrente no America's Got Talent, Graceman lançou muitas canções mais em seu canal do YouTube. Ela também tem seu website e a própria mercadoria que vende pulseiras, seu único álbum, camisetas e cartazes.

## Vida
Anna Graceman nasceu em 1 de agosto de 1999, em Juneau, Alasca. Filha de Lisa, uma dona-de-casa que tocava música clássica para ela antes que ela nascesse, e de Aaron. Aos três meses de idade, os pais de Graceman começaram exibindo flashcards para ela ler e ganhar associação de palavras. Isto despertou o amor pela música. Até o momento ela tinha 18 meses de idade, ela poderia cantar todas as letras de muitas músicas. Com a idade de dois, Graceman não tinha medo de cantar na frente de multidões.
Quando Graceman tinha quatro anos, ela tocava piano fluentemente. Na escola primária, Graceman escreveu sua primeira canção, "So I Cried".

## Carreira
Anna começou sua carreira em 2009 quando ela se apresentou no The Ellen DeGeneres Show, e depois ficou ainda mais famosa no America's Got Talent. Graceman escreveu e realizou mais de 30 músicas e tem um álbum que ela teve ajuda para escrever canções de sua amiga Tiffany Yu.

### Primeiro Single
Anna Graceman lançou do primeiro single oficial em 25 de julho de 2012. A canção se chama de "Showtime".

### Primeiro álbum
Em 25 de setembro de 2012, seu primeiro álbum foi lançado, consistia em 10 músicas: "Showtime" (seu primeiro single, lançado dois meses antes), "Crazy World", "You're A Mistery", "Change Is Coming", "Superstar", "Can We Figure It Out?", "The Only One", "That's Who I Am", "Whispers", and "Lexi's Lullaby".

### The Ellen DeGeneres Show
Em 2009, Graceman cantou uma canção escrita por ela mesma chamou de "Paradise", no "The Ellen DeGeneres Show". DeGeneres elogiou o desempenho de Graceman.

### America's Got Talent
Para audição Graceman, ela cantou "If I Ain't Got You", de Alicia Keys, enquanto tocava piano. Ela recebeu críticas positivas por Howie Mandel, Morgan Piers, e Osborne Sharon, que a levou para a rodada Vegas.
Na rodada Vegas, ela cantou "Rolling In The Deep", de Adele enquanto tocava piano. No entanto, em um ponto, ela cometeu um erro em seu teclado. Os observadores relatam que não houve passagem de som e que os engenheiros de som não ajustaram o piano Graceman para sua altura correta para a sua estatura. O microfone também foi deslocado que impediu Anna de ver suas teclas. Problemas técnicos atormentaram nesta rodada que a prejudicou em outros atos. Apesar de seu erro, seu desempenho foi forte o suficiente para mandá-la para as quartas de final junto com Monet.
Nas quartas de final, ela cantou "What a Wonderful World" enquanto tocava piano. Ela recebeu votos suficientes para mandá-la para as semifinais em vez de Meeks Dezmond e Echo of Animal Gardens.
Nas semifinais, ela cantou "Home! Sweet Home!" Enquanto tocava piano. Ela recebeu votos suficientes para mandá-la para a próxima rodada com Landau Eugene Murphy, Jr.
No top 10 da final, ela apresentou "True Colors" sem tocar o piano, a primeira vez na competição. No entanto, ela não recebeu votos suficientes para colocá-la entre os quatro primeiros e foi eliminada.

## Vida Pessoal
Anna Graceman diz que Jordin Sparks, Taylor Swift e os Beatles são suas principais inspirações. Tem três irmãos mais novos.